# Bor (Sadov)

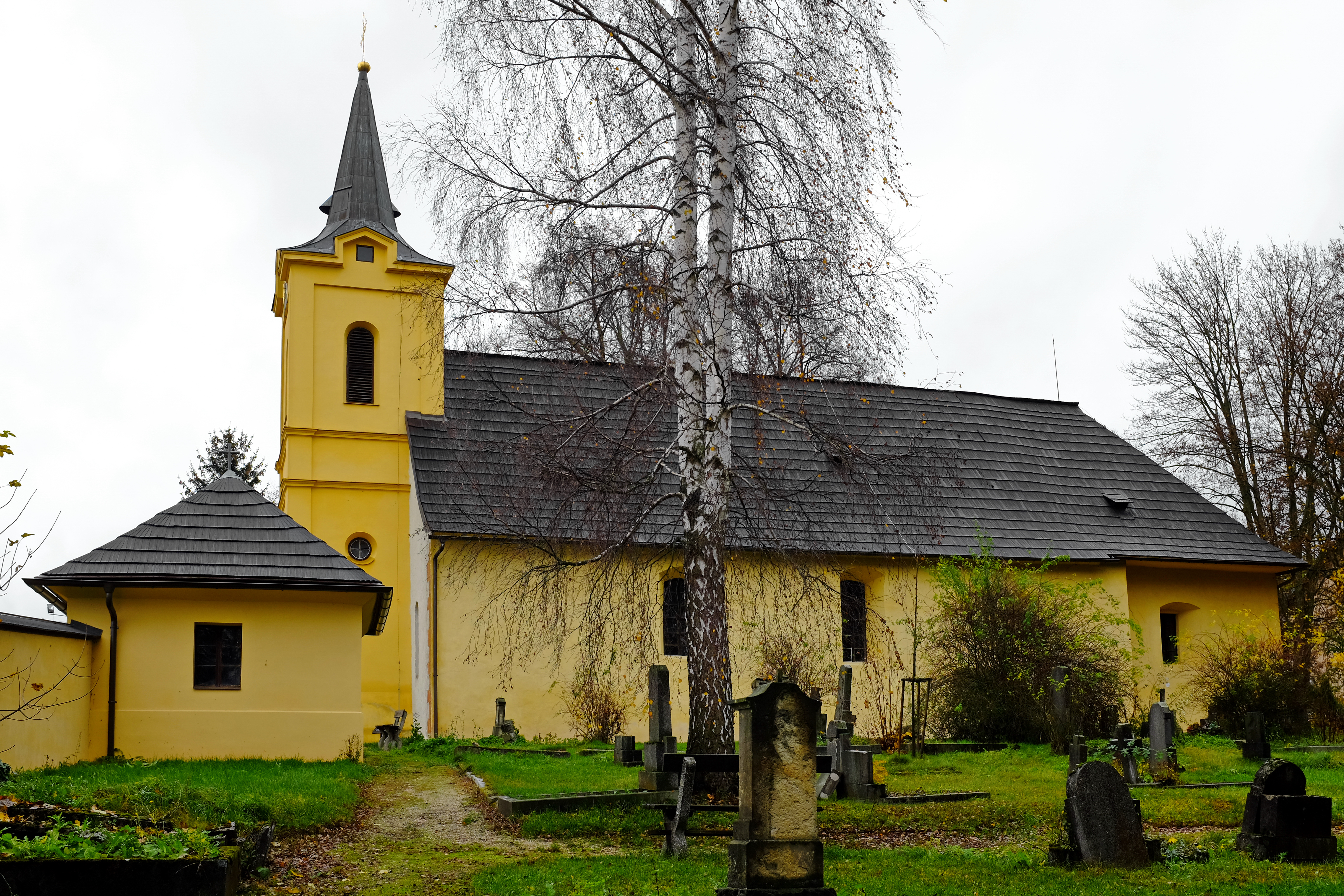
St. Maria Magdalena in Bor

Bor (deutsch Haid oder Hayd) ist ein Ortsteil der Gemeinde Sadov in Tschechien. Er liegt sechs Kilometer nordöstlich von Karlovy Vary und gehört zum Okres Karlovy Vary.

## Geographie
Bor befindet sich am Rande des Falkenauer Beckens am Übergang zum Duppauer Gebirge. Das Dorf liegt in der Talmulde des Borský potok. Im Norden erhebt sich die Nástraha (Koderichsberg, 481 m), östlich der Studenný vrch (569 m). Südlich liegen die Kuppen Lysý vrch (512 m) und Ptačí vrch (489 m). Am westlichen Ortsrand verläuft die Staatsstraße 13/E 442 zwischen Karlovy Vary und Ostrov.
Nachbarorte sind Ovčárna und Nejda im Norden, Mořičov im Nordosten, Stráň im Osten, Pulovice im Südosten, Šemnice und Muzikov im Süden, Všeborovice und Vysoká im Südwesten, Nová Hospoda und Lesov im Westen sowie Nová Víska im Nordwesten.

## Geschichte
Seit 1342 ist die Existenz einer der hl. Maria Magdalena geweihten Kirche auf der Heide an der alten Handelsstraße vom Egertal bei Rodisfort über das Erzgebirge nachweislich. Die erste schriftliche Erwähnung des zur Herrschaft Elbogen gehörigen Dorfes „auf der Heide“ erfolgte im Jahre 1369. 1428 eroberte der Hussitenführer Jakoubek z Vřesovic die Gegend. Nachfolgende Besitzer des Dorfes waren u. a. die Schlicken, die Grafen von Schönburg und die Herzöge von Sachsen-Lauenburg. 1690 erwarben die Markgrafen von Baden durch Heirat den Besitz.
Nach der Aufhebung der Patrimonialherrschaften bildete Hayd mit den Ortsteilen Neudau und Neudörfl ab 1850 eine politische Gemeinde im Bezirk Karlsbad. Seit dem Ende des 19. Jahrhunderts erfolgte die Schreibung des Gemeindenamens als Haid. 1920 löste sich Neudörfl los und bildete eine eigene Gemeinde. 1930 hatte Haid 465 Einwohner.
Infolge des Münchner Abkommens wurde Haid 1938 dem Deutschen Reich angeschlossen. 1939 lebten in Haid 488 Menschen. Bis 1945 war Haid Teil des deutschen Landkreises Karlsbad und kam nach dem Ende des Zweiten Weltkrieges zur Tschechoslowakei zurück.
Von 1946 bis 1960 gehörte die Gemeinde, die 1948 in Bor umbenannt wurde, zum Okres Karlovy Vary-okolí. 1961 erfolgte die Eingemeindung von Stráň, gleichzeitig kam das Dorf zum  Okres Karlovy Vary. Am 1. Januar 1976 wurde Bor nach Sadov eingemeindet. 1991 hatte Bor 196 Einwohner und 2001 bestand es aus 64 Wohnhäusern, in denen 235 Menschen lebten.

## Sehenswürdigkeiten
- Pfarrkirche Maria Magdalena, der einschiffige gotische Bau entstand 1342
- Pestsäule, errichtet 1829
- Aussichtspunkte auf dem Lysý vrch und Ptačí vrch, südlich des Dorfes